# Hôtel des comtes de Brienne
L'hôtel des comtes de Brienne est un édifice situé à Bar-sur-Aube, en France.

## Localisation
L'édifice est situé sur la commune de Bar-sur-Aube, dans le département français de l'Aube.

## Historique
L'édifice est inscrit au titre des monuments historiques en 1972.